# Scheloribates urenicus
Scheloribates urenicus är en kvalsterart som beskrevs av Subbotina 1978. Scheloribates urenicus ingår i släktet Scheloribates och familjen Scheloribatidae. Inga underarter finns listade i Catalogue of Life.